# 2021 LO43
2021 LO43 est un objet épars découvert en 2021, encore mal connu. Il pourrait éventuellement être en résonance 1:3 avec Neptune, mais d'autres mesures sont nécessaires .

## Caractéristiques
Le diamètre de 2021 LO43 est estimé à environ 182 kilomètres.